# Ántri Christofórou
Ándria (Ántri) Christofórou (Strovolos, 2 april 1992) is een Cypriotische wielrenster die sinds 2024 voor de wielerploeg Roland rijdt.

## Carrière

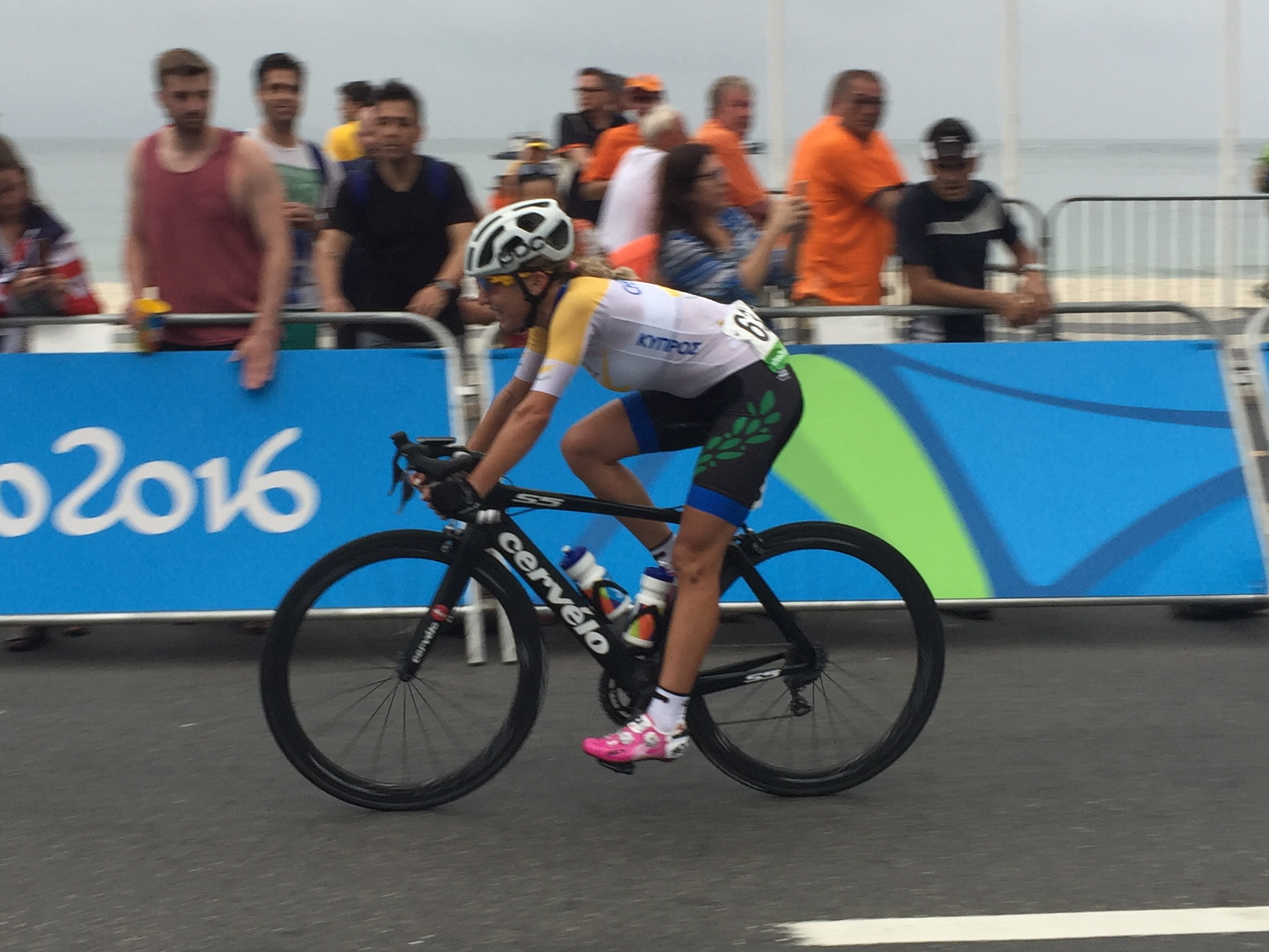
Tijdens de Olympische wegrit in Rio 2016.

Namens Cyprus kwam ze uit op de Olympische Jeugdzomerspelen 2010 in Singapore, waar ze deelnam aan zowel de tijdrit, bmx als op de mountainbike. Ze nam eveneens namens Cyprus deel aan de wegwedstrijd tijdens de Olympische Zomerspelen 2016 in Rio de Janeiro.

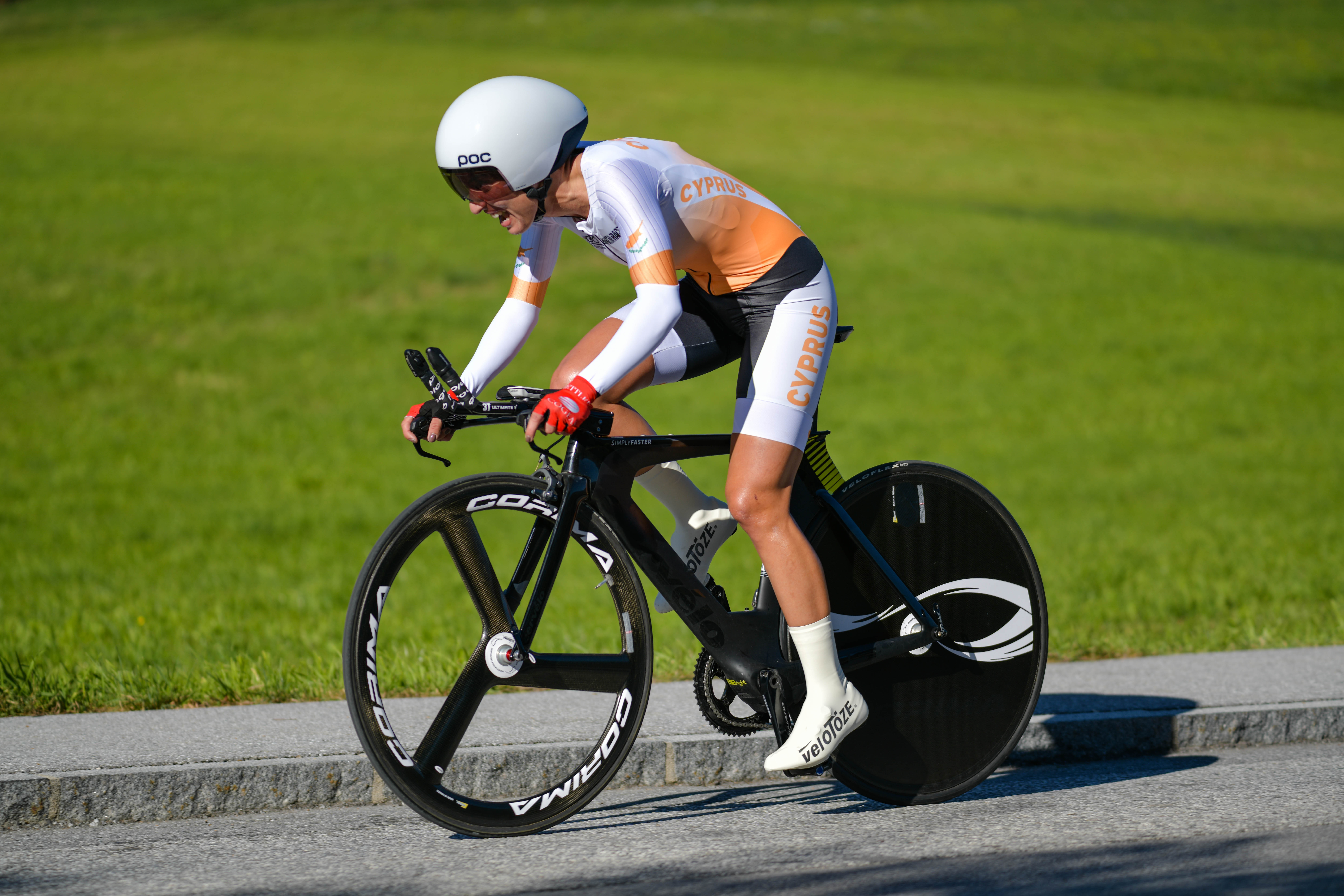
Ántri Christofórou tijdens het WK tijdrijden 2018 in Innsbruck.

Ze won goud op de tijdrit en zilver op de mountainbike tijdens de Spelen van de Kleine Staten van Europa 2017 in San Marino. Tijdens de Gemenebestspelen 2018 in Gold Coast werd ze zesde in de tijdrit. In 2019 werd ze voor de tiende keer Cypriotisch kampioene.
In mei 2022 won ze La Classique Morbihan in Bretagne, Frankrijk. Op de Middellandse Zeespelen 2022 in Algerije werd ze vierde in zowel de wegrit als de tijdrit. Tijdens de Gemenebestspelen 2022 in Groot-Brittannië werd ze negende in de wegwedstrijd en 21e in de tijdrit.
Ze reed in 2016 en 2017 voor het Italiaanse Servetto Giusta, in 2018 en 2019 voor Cogeas-Mettler en in 2020 voor de Belgische wielerploeg Doltcini-Van Eyck Sport. In 2021 kwam ze uit voor de Spaanse ploeg Women Cycling Team en in de eerste helft van 2022 voor Team Farto - BTC. Op 20 juni 2022 maakte ze de overstap naar Human Powered Health. Voor deze ploeg reed ze onder andere de Tour de France Femmes 2022 en 2023.

## Palmares

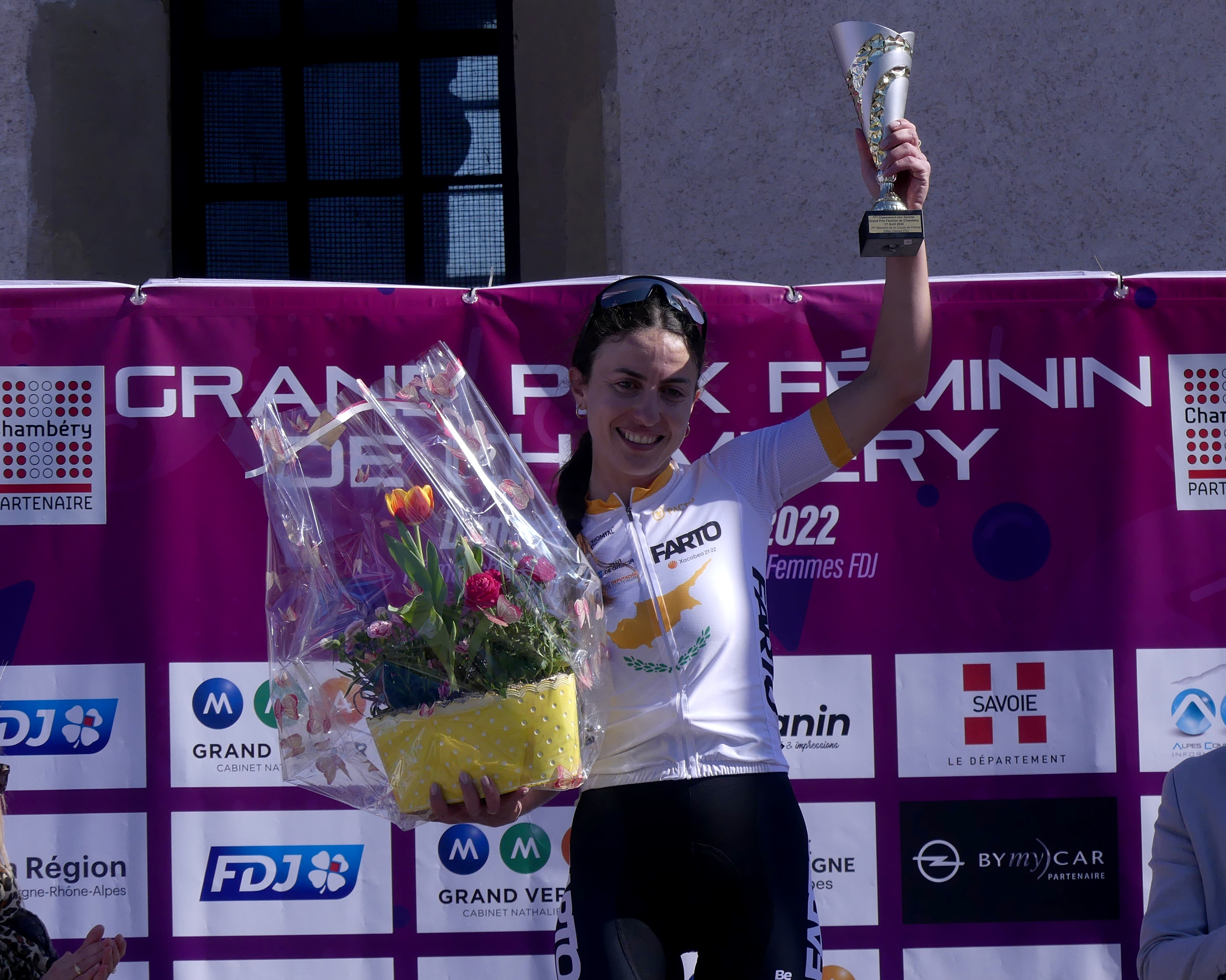
Ántri Christofórou op het podium van de Grand Prix de Chambéry 2022.

2010
 Cypriotisch kampioene op de weg
2011
 Spelen van de Kleine Staten van Europa op de mountainbike
2013
 Cypriotisch kampioene op de weg
 Cypriotisch kampioene tijdrijden
 Spelen van de Kleine Staten van Europa tijdrijden
2016
 Cypriotisch kampioene op de weg
 Cypriotisch kampioene tijdrijden
Scorpion's Pass
Arava - Arad
2017
 Cypriotisch kampioene op de weg
 Spelen van de Kleine Staten van Europa tijdrijden
 Spelen van de Kleine Staten van Europa op de mountainbike
2018
 Cypriotisch kampioene op de weg
 Cypriotisch kampioene tijdrijden
VR Women
 Middellandse Zeespelen tijdrijden
2019
 Cypriotisch kampioene op de weg
 Cypriotisch kampioene tijdrijden
Scorpions' Pass
2020
 Cypriotisch kampioene op de weg
 Cypriotisch kampioene tijdrijden
2021
 Cypriotisch kampioene op de weg
 Cypriotisch kampioene tijdrijden
2022
 Cypriotisch kampioene op de weg
 Cypriotisch kampioene tijdrijden
La Classique Morbihan
2023
Aphrodite Cycling Race - ITT
Aphrodite Cycling Race - Women for future
 Cypriotisch kampioene tijdrijden
 Cypriotisch kampioene op de weg
GP of the Mayor of the city Žiar nad Hronom
2024
Grand Prix Surf City
 Cypriotisch kampioene tijdrijden

### Uitslagen in voornaamste wedstrijden
| Jaar | Ronde van Vlaanderen | Amstel Gold Race | Luik-Bast.‑Luik | Strade Bianche | Waalse Pijl | La Course by Le Tour de France |  | WK op de weg |
| ---- | -------------------- | ---------------- | --------------- | -------------- | ----------- | ------------------------------ |  | ------------ |
| 2016 |                      |                  |                 |                |             |                                |  |              |
| 2017 |                      |                  |                 | opgave         |             | 33e                            |  | opgave       |
| 2018 |                      |                  |                 |                |             | 31e                            |  | opgave       |
| 2019 |                      |                  | 40e             |                | opgave      |                                |  |              |
| 2020 |                      |                  |                 |                |             |                                |  |              |
| 2021 |                      |                  |                 |                |             |                                |  |              |
| 2022 |                      |                  |                 |                |             |                                |  |              |
| 2023 |                      | opgave           | 89e             |                | opgave      |                                |  | opgave       |
| 2024 | opgave               | opgave           | opgave          |                | 78e         |                                |  | opgave       |

## Ploegen
- 2016 –  Servetto Footon (vanaf 18 juni)
- 2017 –  Servetto Giusta
- 2018 –  Cogeas-Mettler Pro Cycling Team
- 2019 –  Cogeas-Mettler Pro Cycling Team
- 2020 –  Doltcini-Van Eyck Sport
- 2021 –  Women Cycling Team
- 2022 –  Team Farto-BTC (tot 19 juni)
- 2022 –  Human Powered Health (vanaf 20 juni)
- 2023 –  Human Powered Health
- 2024 –  Roland
- 2025 –  Roland Le Dévoluy[a]

Buysman · Christie · Christoforou · Clouse · Kröger · Kuijpers · MacPherson · Malcotti · Raaijmakers · Ray · Schmid · Williams · Yonamine
Buysman · Christie · Christofórou · Clouse · Cordon-Ragot (vanaf 6/4) · Van 't Geloof · Kröger · MacPherson · Malcotti · Pikulik · Raaijmakers · Schmid · Vandenbulcke · Williams · Wood · Yonamine
Christofórou · Coles-Lyster · Collinelli · Dronova-Balabolina · Eklund · Grinczer · Hartmann · Kiesenhofer · Nguyễn · Pirrone · Swinkels · Vettorello
Christofórou · Coston · Dronova-Balabolina · Giuliani · Griffin · Pirrone · Ruffilli · Rysz · Stiasny · Swinkels · Vettorello